# فيث آن
فيث آن هي مغنية فلبينية، ولدت في 3 يونيو 1994 في ريزال في الفلبين.